# Hattgenstein
Hattgenstein est une municipalité allemande située dans le land de Rhénanie-Palatinat et l'arrondissement de Birkenfeld.

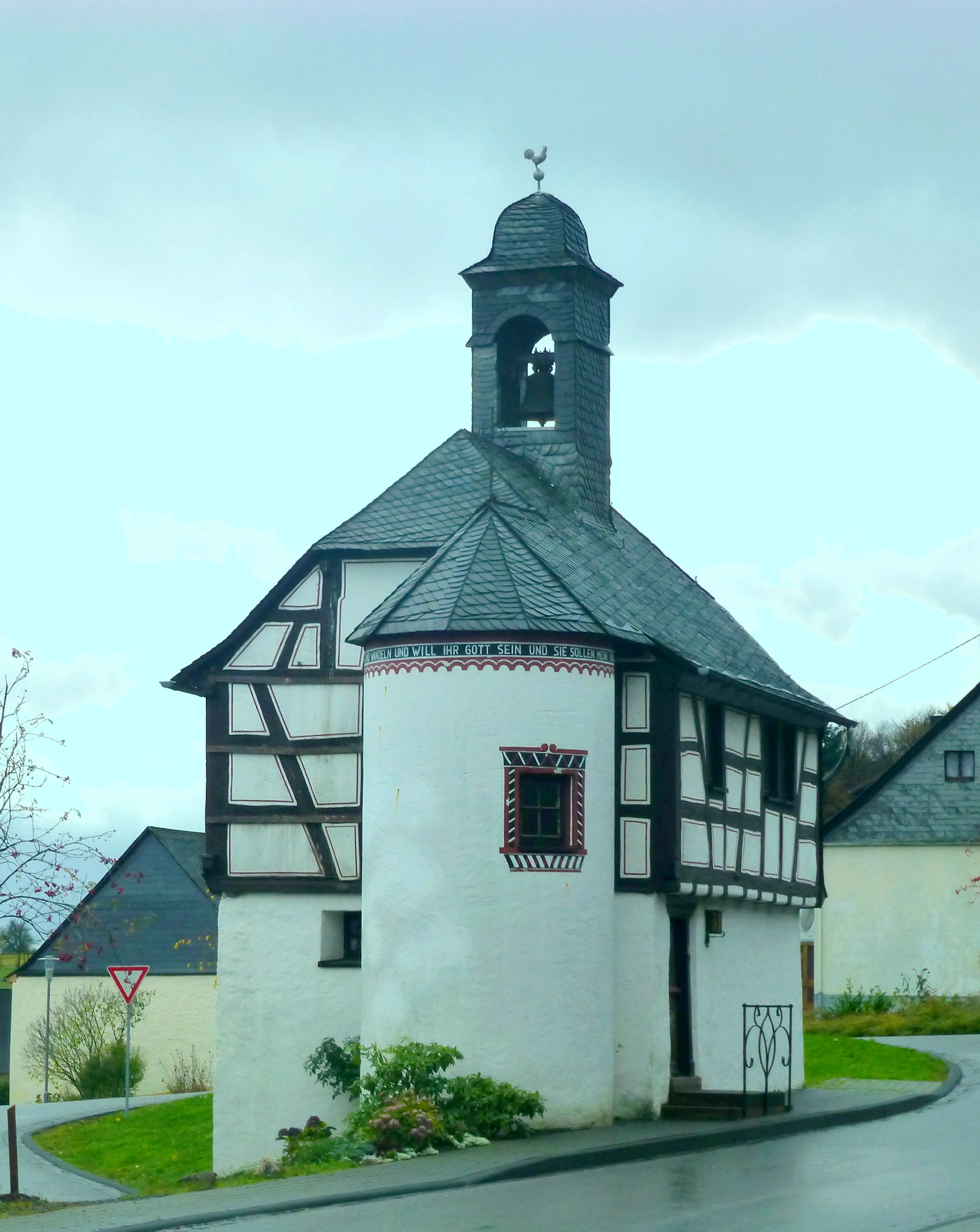
La maison à la cloche de 1762, symbole de Hattgenstein.

## Personnalités
- Hubertus Wandel (1926-2019), architecte allemand, est mort à Hattgenstein.